# Ajmer (huyện)
Huyện Ajmer là một huyện thuộc bang Rajasthan, Ấn Độ. Thủ phủ huyện Ajmer đóng ở Ajmer. Huyện Ajmer có diện tích 8481 ki lô mét vuông. Đến thời điểm năm 2001, huyện Ajmer có dân số 2180526 người.